# Paul Jozon

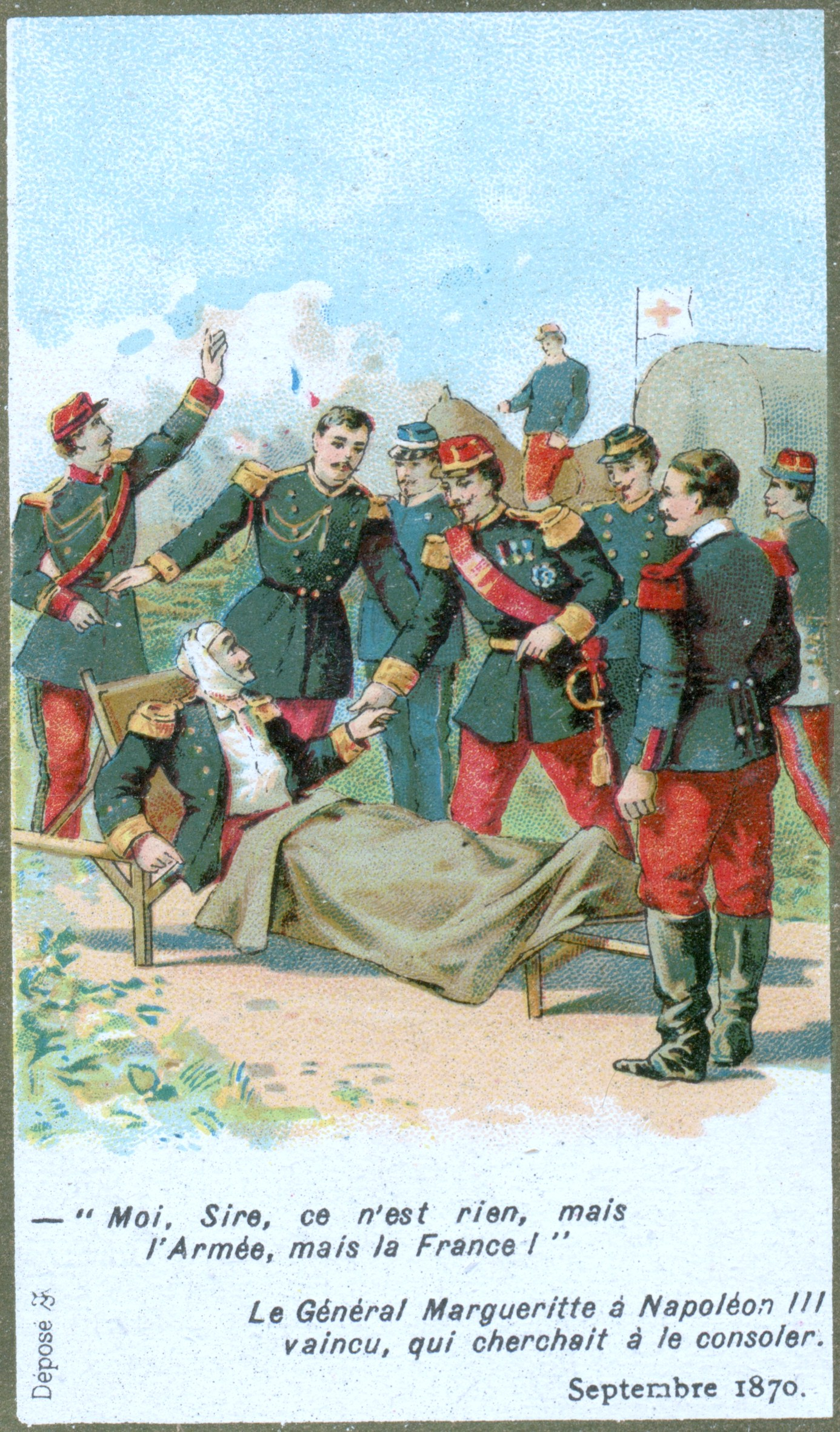
La débâcle de septembre 1870. Moka Leroux chromo publicitaire collection Jacqueline Jozon

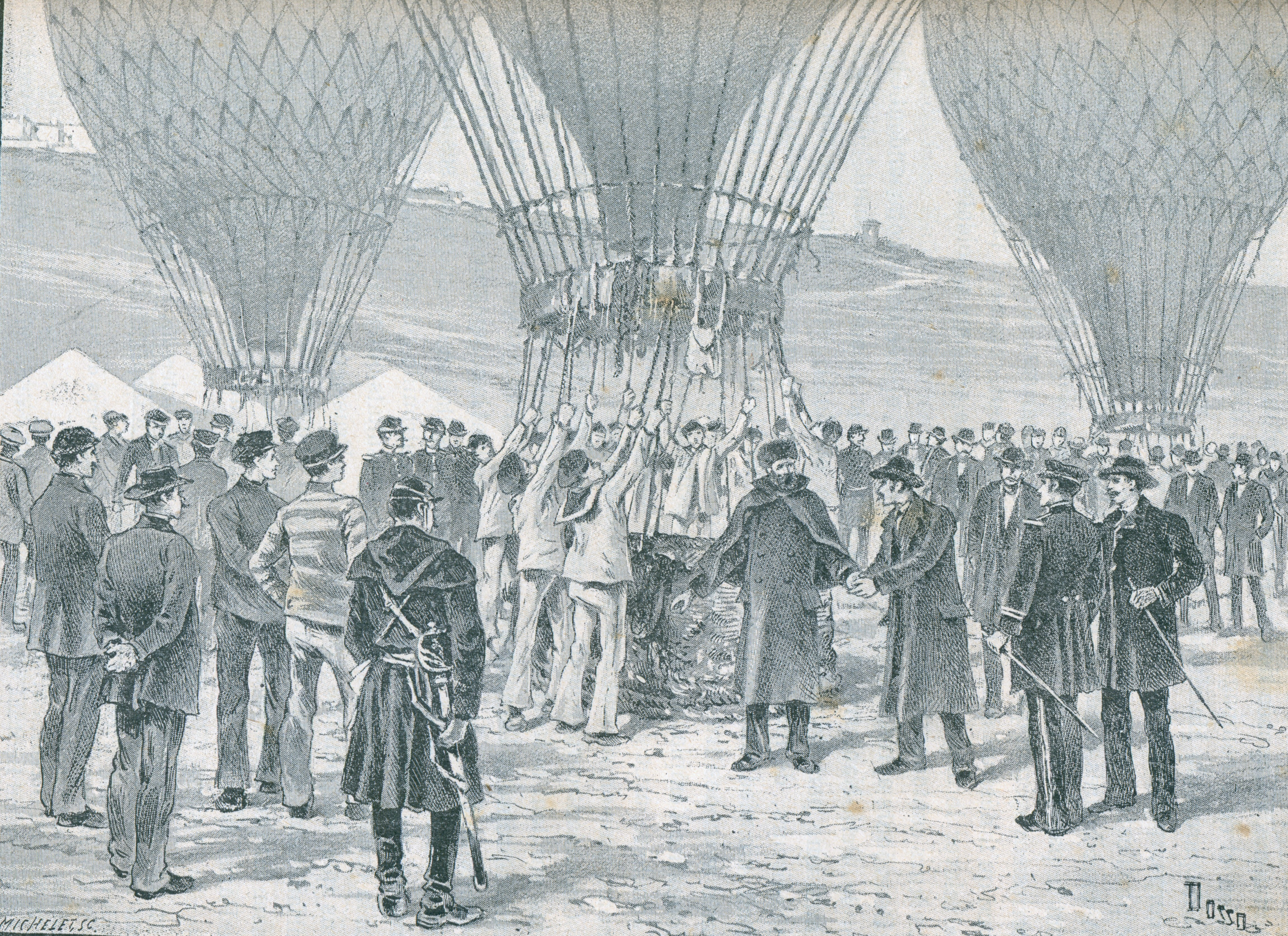
Départ de Gambetta en ballon

Paul Jozon est un homme politique français né le 12 février 1836 à La Ferté-sous-Jouarre (Seine-et-Marne) et mort le 6 juillet 1881 en son domicile du 37 rue de Babylone dans le 7e arrondissement de Paris.

## Biographie
Fils de Dominique Jozon (1815-1881), notaire "républicain de la veille" porté à la mairie au 4 septembre 1870, chef du "parti" républicain de la Seine-et-Marne, Paul Jozon renonce à l'agronomie pour ne pas servir le régime impérial. Il prépare l'agrégation de droit avec son beau-frère Camille Girardin, professeur de droit romain à la Sorbonne, mari de sa sœur Camille, et traducteur avec lui du Traité des obligations de Savigny dont ils diffusent les idées en France à la suite de Laboulaye. Docteur en droit de l'université de Paris en 1862, Secrétaire de la Conférence du stage, membre de la conférence Molé-Tocqueville, il devient en 1862 le secrétaire et l'ami de l'avocat aux conseils Ferdinand Hérold (homme politique). Paul Jozon se marie en 1867 à Marie Lacan, fille aînée du bâtonnier du barreau de Paris, Adolphe Lacan. 
Républicain convaincu, Ferdinand Hérold avait pris place au Palais dans le groupe des opposants, avec Charles Floquet, Jules Ferry, Anne-Charles Hérisson, Jean-Jules Clamageran, Amaury Dréo, Clément Laurier, Léon Gambetta. Jozon est Impliqué dans le fameux procès des Treize en 1864. Avec Garnier-Pagès, Lazare Carnot, Trente-quatre républicains qui s’étaient réunis chez Garnier-Pagès peu avant l’élection de deux députés aux première et cinquième circonscriptions de Paris sont arrêtés pour réunion non autorisée et treize sont condamnés à 500 Francs d’amende. Paul Jozon, âgé de vingt-huit ans, était le benjamin.
En 1865, Paul Jozon achète la charge d'Avocat au Conseil d’État et à la Cour de cassation de Béchard. Républicain convaincu et blessé d'avoir été injustement condamné à une amende pour des motifs purement politiques, Paul Jozon refuse d'entrer dans le corps préfectoral de Gambetta et dans la magistrature, puis de suivre Hérold. Adjoint au maire du 6e arrondissement de Paris après le 4 septembre 1870, il vit le siège de Paris après avoir mis à l'abri au Mans puis à Angers sa femme Marie Lacan et sa fille Jeanne, née en 1868. Il condamne les provocations du gouvernement versaillais à l'égard de la Commune et les excès de la répression. Elu représentant de la Seine-et-Marne à l'Assemblée nationale le 8 février 1871, il siège à Bordeaux puis à Versailles et s'oppose à la décapitalisation définitive de Paris voulue par les monarchistes. Battu par le chocolatier Ménier en 1876 à Meaux, il reprend à plein ses activités d'avocat rue Jacob et mène une mission d'arbitrage à la demande du Crédit foncier et du Gouvernement français en Égypte en 1877 pour le règlement de la dette du khédive Ismaïl Pacha. Paul Jozon prend sa revanche électorale en 1877 à Fontainebleau, siégeant à la Gauche républicaine jusqu'à sa mort prématurée en 1881 à la suite d'une fluxion, à une semaine de distance de son père, président du conseil général de Seine-et-Marne.

## Sources

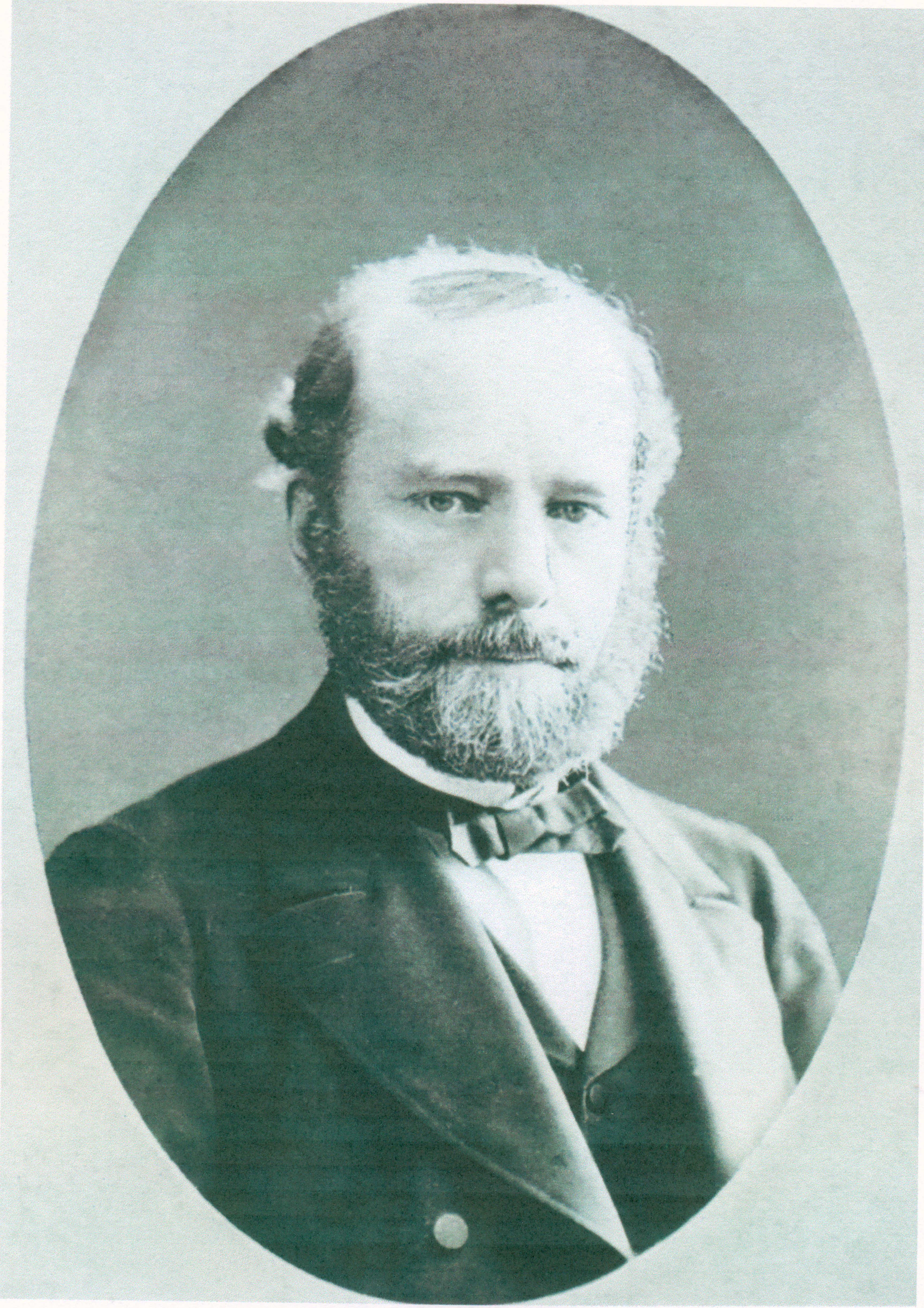
L'avocat aux conseils Paul Jozon en 1870